# Midriasi
La midriasi és la dilatació de la pupil·la de l'ull per una malaltia, un trauma físic o l'ús de drogues, com per exemple l'estramoni. Quan s'indueix la midriasi amb un medicament aquest rep el nom de midriàtic. De forma més general, la midriasi es refereix a la dilatació de la pupil·la per exemple per condicions de poca llum o sota estimulació simpàtica. L'excitació de les fibres radials de l'iris, que incrementa l'obertura pupil·lar, també es coneix com a midriasi.
L'oposat, la constricció de la pupil·la, s'anomena miosi. Tant la midriasi com la miosis poden ser psicològiques.

## Mecanisme
Hi ha dos tipus de músculs que controlen la mida de l'iris: Múscul circular (esfínter) i radial (dilatador). El primer està innervat pel sistema nerviós parasimpàtic i el segon pel sistema nerviós simpàtic. L'estimulació simpàtica del receptor adrenèrgic α1 causa la contracció muscular del múscul radial i com a conseqüència la dilatació de la pupil·la. De la mateixa manera, l'estimulació parasimpàtica causa la contracció del múscul circular i la constricció de la pupil·la.

## Causes
L'alliberament natural de l'hormona oxitocina pot causar de lleu a moderada midriasi. Una excitació sexual forta pot fer engrandir les pupil·les i l'orgasme fins i tot alguna vegada ha arribat a bloquejar la pupil·la
Una lesió en el nervi motor ocular comú típicament dona midriasi. També hi ha aquest efecte temporal en l'epilèpsia i altres malalties igualment els danys traumàtics en el cap i en l'ull.

### Fàrmacs i drogues
Els anticolinèrgics com l'atropina, hiosciamina, i escopolamina bloquegen receptors de l'ull i afecten el moviment de la pupil·la.
Els alcaloides presents a moltes plantes de la família Solanaceae també poden induir midriasi si es fan servir com a droga recreativa.
Entre moltes substàncies més la majoria dels al·lucinògens com el LSD, psilocibina, i mescalina, afegits a altres fenetilamina i triptamina, també produeixen midriasi des del cervell. Les drogues dissociatives com la ketamina i d'altres que incrementin el nivell de serotonina també tenen aquest efecte.